# Skerletno slovo
„Skerletno Slovo” (енгл. The Scarlet Letter) roman je američkog književnika Natanijela Hotorna iz 1850. godine. Smatra se njegovim najboljim ostvarenjem. Roman, smešten u puritanskoj koloniji Masačusets u periodu od 1642. do 1649, prati život glavne junakinje Jestire Prin, udovice koja je u preljubničkoj aferi dobila dete, zbog čega je kažnjena tako da mora nositi haljinu sa grimiznim slovom „A” („adulteress”, na engleskom preljubnica); uprkos svemu, ona odbija razotkriti ime muškarca s kojim je zgrešila. „Skerletno slovo” je, uprkos protestima od strane pojedinih verskih krugova, doživeo veliki uspeh i postao jedan od prvih bestselera u istoriji američke književnosti. S obzirom na njegovu popularnost, ali i uticaj koji je imao na buduće američke književnike, često se naziva i prvim velikim američkim romanom. Kasnije je postao predmetom brojnih filmskih adaptacija. Prvi prevod na srpski jezik, koji je načinio Vladislav Savić, objavljivan je u nastavcima u časopisu „Nova iskra” tokom 1901. godine, a kasnije je preštampavan u više izdanja.   

## Sinopsis
U junu 1642. godine, u puritanskom gradu Bostonu, grupa ljudi se okuplja da posvedoči kažnjavanju Jestire Prin, mlade žene osuđene zbog preljube. Osuđena na javno poniženje, ona mora na sebi da nosi skerletno slovo „A“ (adulteress) na haljini kao obeležje sramote, i stoji na gubilištu tri sata. Dok prilazi gubilištu, izaziva ljutite reakcije žena zbog svoje lepote i nenametljivog ponosa. Uprkos javnom linču i zahtevima, Jestira odbija da otkrije identitet oca svog deteta.
Gledajući okupljene ljude, Jestira primećuje niskog, unakaženog muškarca, i u njemu prepoznaje svog davno izgubljenog muža, za koga se do tada pretpostavljalo da je izgubljen na moru. Videvši njenu sramotu, muž upita muškarca iz gomile o čemu se radi. Čuvši priču o preljubi, ljutito uzvikne da detetov otac i saučesnik u preljubi takođe mora biti kažnjen, i zakune se da će ga pronaći. U tu svrhu, preuzima novo ime: Rodžer Čilingvort.
Velečasni Džon Vilson, i sveštenik poglavar Jestirine crkve, Artur Dimezdejl uzaludno ispituju Jestiru, ali ona odbija da izgovori ime svog ljubavnika. Nakon povratka u ćeliju, zatvorski čuvar dovodi Rodžera Čilingvorta, lekara, kako bi smirio Jestiru i njeno dete svojim melemima i korenjem. Jestira i on imaju otvoren razgovor o svom braku, kao i činjenici da su i jedno i drugo pravili greške. Ipak, Čilingvort zahteva da zna ko je ljubavnik, smatrajući da je to nevezana, ali podjednako bitna tema. Jestira odbija da mu kaže, na šta on odgovara da će ionako saznati, te je primora da sakrije da je on njen nekadašnji muž. Na to je i upozori da će, ukoliko bilo kome otkrije njegov identitet, uništiti oca njenog deteta. Iako svesna da će se verovatno pokajati zbog te odluke, Jestira prihvata njegove uslove.
Po izlasku iz zatvora, Jestira se seli u malu kolibu na obodu grada gde skromno živi zarađujući kao švalja. Sa svojom ćerkom Biserkom živi mirnim, skromnim životom. Ono što je najviše muči je fascinacije mlade Biserke skerletnim slovom „A“. Kako odrasta, Biserka postaje kapriciozna i neposlušna, što privlači pažnju zajednice i izaziva glasine. Reagujući na ovo, crkvena zajednica predlaže da Biserka bude oduzeta Jestiri.
Čuvši glasine da će možda izgubiti Biserku, Jestira odlazi da se obrati gradonačelniku Belinghamu, koji je prima zajedno sa sveštenicima Vilsonom i Dimezdejlom. Očajna, Jestira uspeva da pridobije sveštenika Dimezdejla, koji za uzvrat uspeva da ubedi gradonačelnika da dozvoli da Biserka ostane sa svojom majkom.
Dimezdejlovo zdravlje počinje da slabi, te stanovnici rado šalju Čilingvorta, novog doktora u gradu, da počne da živi sa Dimezdejlom i brine o njemu. Kako se njih dvojica zbližavaju, Čilingvort počinje da sumnja kako je uzrok sveštenikove bolesti neispoveđena, skrivena krivica. Zbog sumnje da je Dimezdejl Biserkin otac, doktor počinje da vrši pritisak na sveštenika. Jedne večeri, otkrivši Dimezdejla dok je ovaj spavao, Čilingvort ugleda neporecivi simbol srama na sveštenikovim bledim grudima.
Izmučen grižom savesti, Dimezdejl odlazi na trg gde je Jestira kažnjena pre toliko godina. Popevši se na gubilište, napokon izgovara svoju krivicu, ali ne može da prikupi hrabrosti da to učini javno. Šokirana sveštenikovim naglim propadanjem, Jestira odlučuje da prekine zavet ćutnje koji je obećala svom mužu.
Nekoliko dana kasnije, Jestira i Dimezdejl se nalaze u šumi, te mu ona otkrije identitet svog muža i njegovu želju za osvetom. Ubeđuje Dimezdejla da u tajnosti napuste Boston i otisnu se za Evropu, gde će početi život ispočetka. Motivisan ovim planom, sveštenik naizgled dobija novi nalet energije. Na dan izbora, Dimezdejl briljira držeći službu, za koju će kasnije reći da je jedna od njegovih najboljih. Odmah nakon službe, dok prisutni izlaze iz crkve, Dimezdejl se penje na gubilište i javno objavljuje svoj greh, umirući nakon toga na Jestirinim rukama. Kasnije, očevici se kunu da su na sveštenikovim grudima mogli videti blag obris slova „A“, mada mnogi poriču tu informaciju. Čilingvort, izgubivši želju za osvetom, umire ubrzo nakon ovog događaja, ostavljajući Biserki pozamašno nasledstvo. 
Nakon nekoliko godina, Jestira se vraća u svoju kolibu, i dalje noseći skerletno slovo. Tu dočeka i smrt, te kasnije biva sahranjena pored groba sveštenika Dimezdejla, gde dele kamenu nadgrobnu ploču na kojoj piše samo, „U polju crnom skerletno slovo „A“.“

## Glavni motiv
Elmer Kenedi Endruz napominje da Hotornova knjiga „Carinarnica“ uvodi kontekst priče romana Skerletno slova, i govori o romansi – terminu kojim je Skerletno Slovo opisano u svom podnaslovu. U uvodu, Hotorn opisuje prostor između materijalizma i „sanjivosti,“ koji naziva „neutralnom teritorijom, negde između realnosti i mašte, gde se stvarno i imaginarno mogu sresti i uticati jedno na drugo.“ Ova kombinacija „sanjivosti“ i realizma Hotornu je dala prostora da istraži veoma bitne teme. 

## Drugi motivi
Između iskustva Jestire i Dimezdejla lako se može povući paralela sa parabolom o Adamu i Evi, s obzirom da je u obe priče greh doveo do progona i patnje. Takođe, greh je u oba slučaja prouzrokovao saznanje, prvenstveno u smislu znanja šta znači biti nemoralan. Za Jestiru, skerletno slovo koje nosi je fizički oblik njenog greha i podsetnik na bolnu samoću na koju je primorana. U toku te patnje, Jestira razmišlja o oslobađanju od skerletnog znaka, i samim tim oslobađanju od opresivne zajednice u kojoj živi, problematične prošlosti i udaljenosti od Boga. Zbog svoje odbačenosti, Jestira dovodi u pitanje puritansku tradiciju, te počinje da sumnja da postulati ove tradicije nisu tačni, niti namenjeni da pojedinca učine srećnim.
Sveštenik-preljubnik, Dimezdejl, do saznanja dolazi kroz empatiju. I sam grešan, sveštenik dostiže „toliko intimne simpatije sa grešnim bratstvom ljudske rase, da njegove grudi odjekuju u istom ritmu kao i njihove.“ Njegove elokventne, moćne propovedi proizilaze iz ovog saosećanja. Narativ Velečasnog Artura Dimezdejla u potpunosti prati jedan od najstarijih i najmoćnijih principa hrišćanske tradicije: njegov „pad“ počinje iz pozicije „svetosti“ a završava se u prokletstvu. 
Njegov razvoj je prelazak iz čistote u iskvarenost, suptilno propraćen sveštenikovim samozavaravanjem da je on, iz nekog razloga, spašen. 
Lepota ružinog grma u kontrastu je sa ostatkom okruženja – što je kasnije slučaj sa izvezenim skerletnim slovom „A,“ čija je svrha zapravo poziv na pronalazak „slatkog, moralnog procvata“ u tragičnoj priči koja sledi, ali i simbol da „srce prirode“ (što je moguća aluzija na Boga), za razliku od Jestirinog puritanskih komšija, može biti blaže prema Jestiri i njenoj nezakonitoj ćerki. Pored ružinog grma, ovo književno delo obiluje pesničkim slikama koje kontrastiraju duboku tamu Puritanaca sa jarkom bojom prirode.
Čilingvortovo deformisano, unakaženo telo ukazuje na bes u njegovoj duši, koji sa razvojem priče postaje sve dublji, slično kao što Dimezdejlova bolest simbolizuje njegovo unutrašnje propadanje. U oba slučaja, spoljašnji izgled odslikava unutrašnje stanje. Smatra se da je inspiraciju za ovakav prikaz Hotorn video u Edgar Alan Pou, koga je veoma cenio.
Još jedan značajan motiv koji se provlači kroz čitavo delo je ekstremni legalizam puritanske zajednice, i Jestirino odbijanje da se pokori ovom načinu života i verovanjima. Stanovnici odbijaju da prihvate Jestiru, iako je ona čitav život težila da pomaže slabima i siromašnima. Zbog društvenog progona, Jestira većinu života provodi u samoći, i odbija da ide u crkvu. Kao posledica toga, dosta vremena provodi u razmišljanju, i svojim umom prevazilazi okvire puritanskog načina razmišljanja, zadirući u ideje koje su, puritanski gledajući, nebezbedne i čak nehrišćanske. I dalje uviđa svoj greh, ali na njega ne gleda na isti način kao njeni sugrađani, te počinje da veruje da ovozemaljski grehovi nisu nužno razlog za Božiju osudu. U razgovoru sa Dimezdejlom ona čak pokušava da ga ubedi da su svojim svakodnevnim pokajanjem otplatili svoj greh, te da ih on neće sprečiti da uđu u Raj. Međutim, puritanci veruju da za ovakav greh svakako sledi Božija kazna.
Ali, Jestira se otuđila od puritanskog društva, kako u fizičkom, tako i u spiritualnom smislu. Po smrti Dimezdejla, postaje svesna da mora nastaviti dalje, jer ne može da nastavi život po strogim pravilima puritanaca. Njen um se oslobađa od verskih okova i ona ustanovljava sopstvene, drugačije moralne standarde i ubeđenja.

## Literatura
- 2010
- Skerletno slovo /Natanijel Hotorn/ preveo; Vladislav Savić, Vulkan, Beograd, 2014
- 2003

## Spoljašnje veze
- The Scarlet Letter на пројекту Гутенберг

 The Scarlet Letter public domain audiobook at LibriVox